# Мадемуазель Нитуш
Мадемуазе́ль Ниту́ш (фр. Mam'zelle Nitouche) — оперетта французского композитора Флоримона Эрве, написанная в 1883 году. Авторы либретто: Анри Мельяк и Альбер Мийо (фр. Albert Millaud).
Мировая премьера оперетты состоялось 26 декабря 1883 года в парижском театре Варьете (фр. Théâtre des Variétés).
Торжественный хорал в оперетте переплетен с легкомысленным плясовым мотивом. В целом, оперетта в веселых и острых положениях рассказывает о любви, творчестве, молодой жажде жизни, и посрамляет ханжество и корыстолюбие.

## Действующие лица
- Флоридор (Селестен, в русском варианте также Августин) — баритон
- Полковник — баритон
- Корина — меццо-сопрано
- Дени́за де Флавиньи — сопрано
- Лейтенант Фернан Шамплатро — тенор
- Начальница — контральто
- Директор театра — бас
- Помощник режиссёра
- Урсула
- Лорио — тенор
- Офицеры, пансионерки

## Краткое содержание
Действие происходит в первой половине XIX века во французской провинции. Главная героиня, Дениза де Флавиньи — юная воспитанница монастырского пансиона. Она раскрывает тайну учителя музыки Селестена: оказывается, он не такой ханжа и зануда, каким старается казаться, он ведёт двойную жизнь. За пределами монастыря он весёлый прожигатель жизни Флоридор, сочинитель оперетт для своей любовницы, актрисы Корины.
Вечером Селестен в очередной раз тайком сбегает в город, чтобы присутствовать на премьере своего последнего творения. Дениза следует за ним в театр. Вздорная Корина устраивает скандал и отказывается играть в оперетте. Дениза, знающая партитуру наизусть, выходит вместо неё под псевдонимом «Мадемуазель Нитуш» и покоряет публику своим исполнением.
В зале среди других присутствует молодой лейтенант Фернан Шамплатро, который влюбляется в Денизу. После ряда смешных недоразумений всё приходит к счастливому финалу.

## Музыкальные номера
- Увертюра
- Куплеты Флоридора
- Ария Денизы с хором
- Песенка о гренадере (Дениза, Флоридор)
- Любви ищу и жажду я (Дениза)
- Ария Фернана
- Песенка о Бабетте (Дениза)
- Антракт
- Песенка о турецком барабане (Дениза)
- Антракт
- Дуэт Денизы и Фернана
- Финал

## Известные исполнители
- Дениза де Флавиньи — А. Жюдик, Е. Потопчина, Г. Пашкова, Л.Целиковская, Н. Архипова, Р. Лазарева, Н. Унд, И. Нинидзе, Н. Гришаева, Е. Крегжде.
- Флоридор (Селестен) — К. Станиславский, В. Матвеев, М. Водяной, В. Осенев, В. Васильев, А. Миронов, А. Олешко.
- Корина — Г. Жуковская, Л. Гурченко.

## Факты
- Главная роль в «Нитуш» предназначалась для актрисы Анны Жюдик[2].
- Сценический псевдоним героини оперетты «Нитуш» происходит от словосочетания фр. «sainte nitouche», означающего недотрогу, причем с оттенком лицемерного притворства, чему соответствует используемое в русском переводе слово «Лисичка».
- Жизнь героя оперетты Селестена—Флоридора, который вел двойную жизнь, преподавая музыку в пансионе-монастыре и сочиняя оперетту, очень похожа на ту, которую вел в молодости сам Эрве.
- В 1884 году Константин Станиславский поставил «оперетку-водевиль» «Мамзель Нитушъ» и сам сыграл в ней роль Флоридора (Селестена)[3].[нет в источнике][значимость факта?]

## Экранизации
Оперетта неоднократно экранизировалась в разных странах.
- Мадемуазель Нитуш — 1954, Франция
- Небесные ласточки — 1976, Ленфильм (муз. В. Лебедева)
- Мадемуазель Нитуш — 1974, телеспектакль МДТ им. М. Н. Ермоловой
- Mam'zelle Nitouche (англ.) на сайте Internet Movie Database
- Mam'zelle Nitouche (англ.) на сайте Internet Movie Database
- Общий список экранизаций